# Prüf- und Filtrationslager
|  | Dieser Artikel oder Abschnitt wurde wegen inhaltlicher Mängel auf der Qualitätssicherungsseite der Redaktion Geschichte eingetragen (dort auch Hinweise zur Abarbeitung dieses Wartungsbausteins). Dies geschieht, um die Qualität der Artikel im Themengebiet Geschichte auf ein akzeptables Niveau zu bringen. Dabei werden Artikel gelöscht, die nicht signifikant verbessert werden können. Bitte hilf mit, die Mängel dieses Artikels zu beseitigen, und beteilige dich bitte an der Diskussion! |

Prüf- und Filtrationslager (russisch Проверочно-фильтрационные лагеря Prowerotschno-filtrazionnyje lagerja) waren Einrichtungen des sowjetischen Innenministeriums (NKWD), die während des Zweiten Weltkriegs und in der Nachkriegszeit bei der Repatriierung von Sowjetbürgern der Ausforschung von „Staatsfeinden“ dienten.
Während der Kriege in Tschetschenien betrieben die russischen Sicherheitskräfte Einrichtungen mit derselben Bezeichnung, die dazu dienen sollten, „Separatisten“ bzw. „Terroristen“ aufzuspüren. In diesem Zusammenhang wurde wiederholt von Menschenrechtsverletzungen in diesen Lagern berichtet. Auch nach dem Überfall auf die Ukraine 2022 kam es zu Berichten über Filtrationslager.
Ursprünglich ist die Filtration ein physikalisch-technisches Trennverfahren.

## Filtrationslager der UdSSR

### Entstehung und Verwaltungsgeschichte

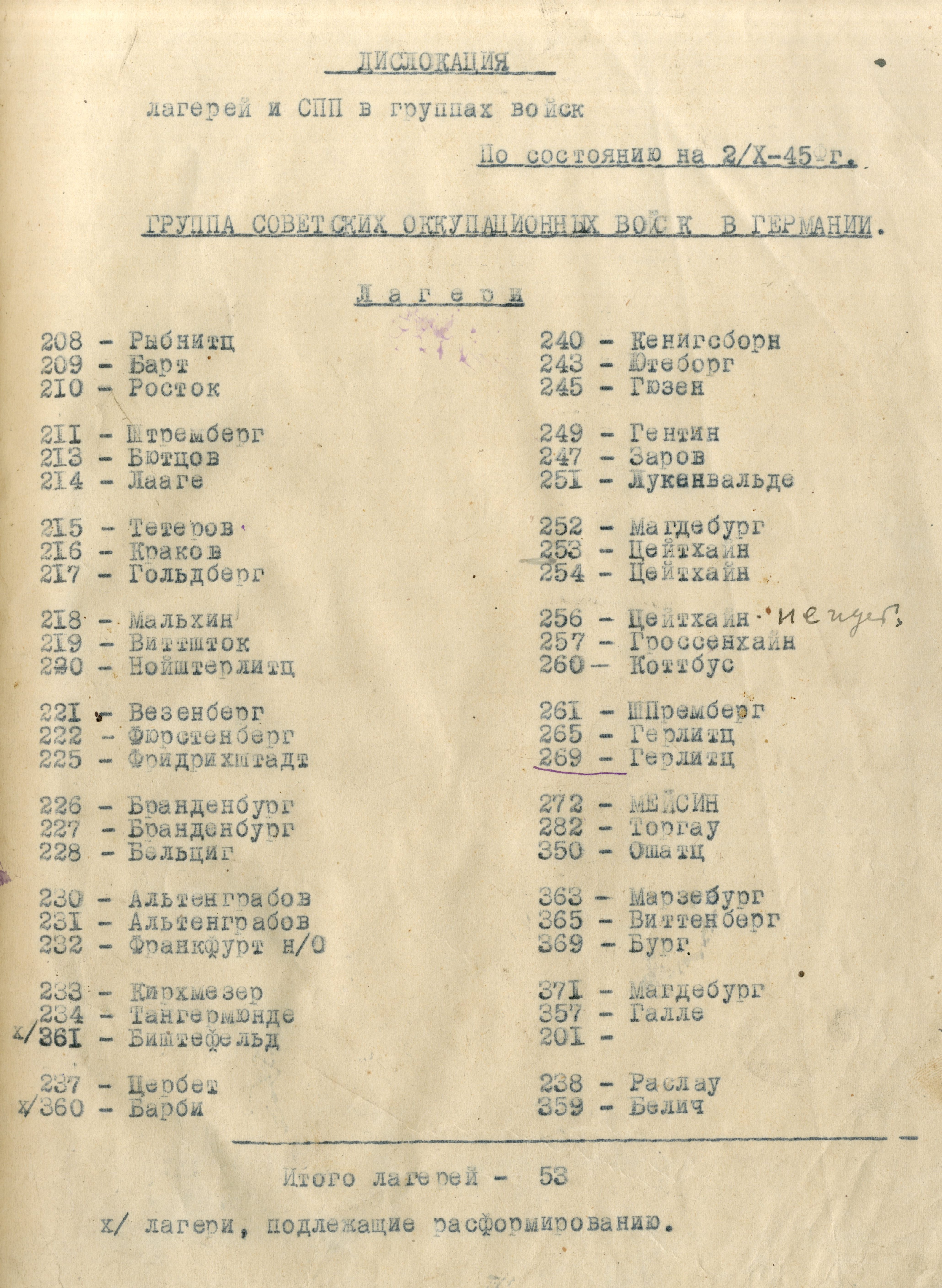
Liste der Repatriierungslager für Bürger der UdSSR in der sowjetischen Besatzungszone Deutschlands, 2. Oktober 1945, Staatsarchiv der Russischen Föderation, Moskau

Die Lager wurden zunächst nur für Angehörige der Roten Armee aufgrund des Befehls GKO-1069ss des Staatlichen Verteidigungskomitees der UdSSR (GKO) vom 27. Dezember 1941 errichtet und unterstanden der Kontrolle des NKWD. Die Durchführung wurde im NKWD-Erlass Nr. 001735 vom 28. Dezember 1941 geregelt. Ziel war es, unter den Angehörigen der Roten Armee, die in feindliche Gefangenschaft geraten waren, die „Vaterlandsverräter, Spione und Deserteure“ zu identifizieren. Dazu sollten Soldaten oder Offiziere, die aus der Kriegsgefangenschaft befreit wurden oder sich selbst befreit hatten, ohne Ausnahme über sogenannte Zwischensammelstellen (russisch сборно-пересыльные пункты, SPP) im Frontbereich in Lager des NKWD zur „Filtration“ oder „staatlichen Überprüfung“ eingewiesen werden. Anfangs wurden diese Lager der Hauptverwaltung für Kriegsgefangene und Internierte (GUPWI), ab 19. Juli 1944 dem GULag des NKWD untergeordnet. Mit Erlass vom 28. August 1944 wurde eine eigenständige Abteilung für Filtrations- und Prüflager innerhalb des NKWD gegründet. Am 20. Februar 1945 wurde diese in Abteilung für Sammel- und Filtrationslager (OPFL) umbenannt.
Für zu repatriierende Ostarbeiter wurde am 24. August 1944 vom Staatlichen Verteidigungskomitee der UdSSR der Beschluss 6457ss „Über die Durchführung der Aufnahme von heimkehrenden Sowjetbürgern, die von Deutschen verschleppt worden waren“ gefasst und die Aufgabe dem NKWD übertragen. An den westlichen sowjetischen Grenzen wurden zu diesem Zweck Prüf- und Durchgangslager geschaffen, etwas weiter im Hinterland Prüf- und Filtrationslager. Eine Vielzahl von zu repatriierenden Personen wurde jedoch noch auf deutschem und österreichischem Boden zu Demontagearbeiten und für andere Aufgaben festgehalten. Im November 1945 befanden sich noch 300.000 Personen dort.

### Internierte
Vom 27. Dezember 1941 bis zum 1. Oktober 1944 wurden in diesen Lagern 421.199 Internierte überprüft. Neben 354.592 ehemaligen Kriegsgefangenen befanden sich darunter auch 40.062 Polizisten. Die Nahrungsmittel in den Lagern wurden nach den Normen für GULag-Häftlinge zugeteilt. Im Sommer 1945 wurden die Rationen weiter gekürzt.

## Filtrationslager in Tschetschenien
In den Tschetschenienkriegen betrieben die russischen Sicherheitskräfte als Filtrationslager oder -punkte bezeichnete Internierungslager, die dem Verfahren nach den ursprünglichen NKWD-Filtrationslagern entsprachen. Darin wurde unter den zumeist willkürlich verhafteten Insassen nach „Separatisten“, „Terroristen“ oder „Terrorverdächtigen“ gesucht. Unabhängige Medien und Menschenrechtsorganisationen wie Human Rights Watch berichteten in diesem Zusammenhang wiederholt von schweren Verletzungen der Menschenrechte, die sich das Sicherheitspersonal dieser Lager habe zuschulden kommen lassen.
Diesen Berichten zufolge sei es insbesondere im zu Beginn des Zweiten Tschetschenienkriegs betriebenen Filtrationslager Tschornokosowo zur völligen Entrechtung der Insassen sowie während der Befragungen und Verhöre zu Misshandlungen und Folterungen aller Art gekommen. Dieses Lager wurde später in eine Untersuchungshaftanstalt und dann in eine Strafkolonie umgewandelt.

## Filtrationslager im Krieg gegen die Ukraine
Laut Medienberichten und Angaben verschiedener Regierungen gibt es Menschen aus der Ukraine, die gegen ihren Willen nach Russland verschleppt worden sind. Die ukrainische Menschenrechtsbeauftragte Ljudmyla Denissowa sprach im Mai 2022 von bis zu einer Million Menschen. In Filtrationslagern würden die Verschleppten verhört oder auch gefoltert. Eine Überprüfung der Berichte sei nicht möglich, so das deutsche Auswärtige Amt.
Ein amerikanischer Botschafter (Michael Carpenter bei der OSZE) nannte im Mai 2022 eine Zahl von mindestens mehreren tausend Ukrainern. Diese Menschen würden mit Bussen gewaltsam in Filtrationslager in Russland oder in der besetzten Ukraine verlegt werden. Dort würden russische Militärs ukrainische Zivilisten darauf überprüfen, ob sie eine Verbindung zur ukrainischen Regierung oder zur Armee haben. Außerdem werde geprüft, ob sie Widerstand gegen Putins Angriffskrieg geleistet hätten. Man untersuche die Telefone der Verschleppten und speichere ihre Kontakte und Daten. Hinzu kämen Schläge und Folter. Wer Treue gegenüber der Ukraine zeige, werde der sogenannten Volksrepublik Donezk ausgeliefert. Es sei auch zu Ermordungen gekommen. Die Lager würden in Schulen und anderen zivilen Einrichtungen oder in Sammelstellen aus Militärzelten betrieben. Schon ein Bart galt als verdächtig, und die Bezeichnung des Russisch-Ukrainischen Krieges als „Bürgerkrieg“ wurde den Männern wortwörtlich eingeprügelt.
Am 7. September 2022 befasste sich der UNO-Sicherheitsrat mit dem Thema.

## Film
- Andreas Gruber (Regie): Stalins Rache: Die Angst der Sieger vor der Heimkehr. D, 2016, Dokumentation, MDR, 52 Min. (Auch über das Wehrmachts-Kriegsgefangenenlager Zeithain (Stalag IV H bzw. Stalag IV/Z, heute Gedenkstätte und Soldatenfriedhöfe). Enthält Interviews mit nach 1993 rehabilitierten ehemaligen Kriegsgefangenen, Zwangsarbeiterinnen oder deren Angehörigen. Vier repatriierte „Heimkehrer“ berichten von ihrer Rückkehr in die ehemalige Sowjetunion)